# Ripuarisch
Het Ripuarisch, ook wel Noordmiddelfrankisch genoemd, is een Middelfrankische taalvariëteit die tot de Westmiddelduitse dialectgroepen wordt gerekend. Het wordt voornamelijk in de zuidelijke Noordrijn gesproken, in een wijd gebied rond Keulen, voor een klein gedeelte overlopend in oostelijk Zuid-Limburg en het oosten van de provincie Luik.

## Definitie
Ripuarisch werd in 1877 gedefinieerd door de Duitse taalkundige Georg Wenker als de taalvariëteit van het gebied tussen de Benrather linie (maken/machen) en de Bad Honnefer linie (Dorp/Dorf) in de Rijnlandse waaier. Als isoglosse die de overgang van de Nederfrankische naar de Middelfrankische taalvariëteiten markeert wordt meestal (vooral door Duitse taalkundigen) de zogeheten Benrather Linie aangehouden (maken / machen). De overgang voltrekt zich echter meer gradueel. Tussen de grote dialectgebieden van het Limburgs en het Ripuarisch bevindt zich namelijk een lange en betrekkelijk smalle Limburgs-Ripuarische overgangszone, die tot aan het Ruhrgebied reikt. Zie hiervoor de lemma's Oostlimburgs-Ripuarisch (bijv. Bergisch, Zuidoost-Limburgs, Platdiets in de Platdietse streek).
Rijnlands is een meer algemene, informele term voor nader te onderscheiden dialecten in het huidige Duitse Rijnland.

## Subgroepen
Een subdialect en tevens veruit het grootste dialect van het Ripuarisch is het dialect van Keulen, het Kölsch, dat in Noordrijn-Westfalen een sterke positie als streektaal inneemt (de benamingen "Keuls" en "Ripuarisch" worden soms zelfs als synoniem gebruikt). Het Ripuarisch van Keulen is evenzeer tonaal en ook dat klinkt voor sommigen als een soort "combinatie van Duits en Limburgs". 
In puur fonologisch opzicht horen het Kerkraads, een Zuidoost-Limburgs dialect, alsmede de dialecten van Simpelveld, Bocholtz (het Bocholtzer) en Vaals (het Vaalser) bij het Ripuarisch. Deze dialecten hebben in Nederlandse oren dan ook een erg Duitse klank. Het Vaalser dialect lijkt sterk op het stadsdialect van Aken, het Öcher Platt. Geen van deze dialecten wordt echter tot de zogeheten overgangsdialecten gerekend.

## Verspreiding over drie landen

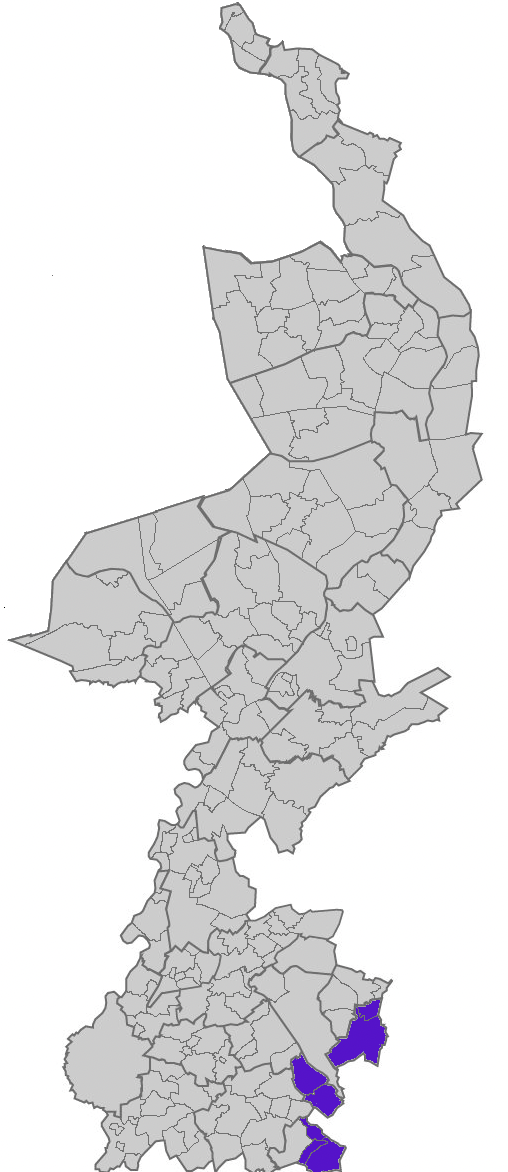
Kaart van het Ripuarisch in Nederlands-Limburg

Subvormen van het Ripuarisch – zoals het Keuls – worden gesproken in Duitsland in een ruim gebied rond Keulen, en in Nederland in Zuidoost-Limburg. Daarnaast vindt men ze ook in het oosten van de Belgische provincie Luik, in het noordelijke deel van de Duitstalige Gemeenschap.

## Oorsprong
De naam Ripuarisch verwijst naar een oud Frankisch vorstendom. De benaming "Ripuarisch" zelf is afgeleid van het Latijnse ripa 'oever', waarmee de rechter Rijnoever werd bedoeld. Als "Ripuariërs" werden door de Romeinen aangeduid de Frankische stammen die toen woonden aan de Mittelrhein en de directe omgeving (het bovenste deel van de Maas, het onderste deel van de Sieg en aan de Ahr, Erft en Rur). In de 5e eeuw veroverden de Ripuariërs Colonia – het latere Keulen – en maakten deze stad tot hun hoofdstad. In dezelfde tijd werden behalve in Keulen ook in Frankfurt am Main en Reims waarschijnlijk nog vormen van Oudfrankisch gesproken, die zich tot afzonderlijke dialecten ontwikkelden.

## Kenmerken
Het meest saillante kenmerk van de fonologie van het Ripuarisch is zijn toontaalkarakter. Die eigenschap deelt het met het Limburgs, en ook met het Moezelfrankisch dat hoofdzakelijk in Luxemburg, de omgeving van Metz in het Franse Lotharingen, in het Duitse Eifelgebied en in Midden-Rijnland wordt gesproken. Deze Nederfrankische en Middelfrankische dialecten vormen op grond daarvan een uniforme Noordelijk-Rijnlandse groep, terwijl ze op ander punten wat betreft klankwetten goed van elkaar te onderscheiden zijn. Het drietal Limburgs, Ripuarisch en Moezelfrankisch gezamenlijk neemt dus te midden van het geheel aan Rijnfrankische dialecten een bijzondere plaats in met name door zijn tonale karakter. De oorsprong daarvan is waarschijnlijk terug te voeren op de overheersende positie van Keulen in de vroege middeleeuwen. Meer dan in andere Hoogduitse dialecten spelen in het Ripuarisch prosodische kenmerken zoals ritme en intonatie dus een rol bij het toekennen van betekenis.
Andere kenmerken die specifiek zijn voor de fonologie van het Ripuarisch zijn: liaison met sandhi, assimilatie als postlexicale regel, optionele klinkerinvoeging (met name van de sjwa) of juist elisie, en veel diftongeringen.
De Ripuarische klankinventaris is veel uitgebreider dan die van de omringende dialecten, en kan worden gezien als een optelsom van die van het Hoog- en Nederduits en die van het Nederlands. Het Ripuarisch kent net als bijvoorbeeld het Moezelfrankisch chronemen; zo zijn er drie mogelijke klinkerlengtes met een betekenisonderscheidende functie. In tegenstelling tot het Standaardduits kent het Ripuarisch bovendien geminatie van medeklinkers, met name bij logatomen, hoewel dit laatste slechts zelden betekenisonderscheidend is.

## Invloeden
In de Middeleeuwen hebben de Rijnlandse dialecten en met name het Ripuarisch een grote invloed op het Limburgs van die tijd gehad; zowel op het gebied van fonologie, de morfologie als van de grammatica. Zo heeft het Limburgs bijvoorbeeld als enige Nederfrankische taalvariëteit de Hoogduitse klankverschuiving (gedeeltelijk) doorgemaakt. Men spreekt in dit verband van de Rijnlandse of Keulse expansie. Hierdoor bezitten sommige hedendaagse Limburgse dialecten nog altijd veel overeenkomsten met het Ripuarisch. In sommige opzichten staan deze dialecten hierdoor zelfs dichter bij het Ripuarisch dan bij het Nederlands. Dit is des te meer het geval naarmate men verder naar het zuidoosten gaat.

## Gebruik
Zoals met veel streektalen het geval is, staat ook het gebruik van het Ripuarisch als dagelijkse omgangstaal in veel opzichten onder druk. Zo wordt het – met name in Noordrijn-Westfalen – gaandeweg verdrongen door zowel het Standaardduits als het Rijnlandse regiolect. Het gebruik van het Ripuarisch is nog wel zeer populair bij speciale gelegenheden, zoals het carnaval en bij schuttersfeesten en kermissen. Daarnaast zijn er met name in en rond Keulen enkele lokale popgroepen die in het Ripuarisch zingen. Bekend (ook onder meer in Nederland) zijn wat dit betreft vooral De Höhner en Bläck Fööss.

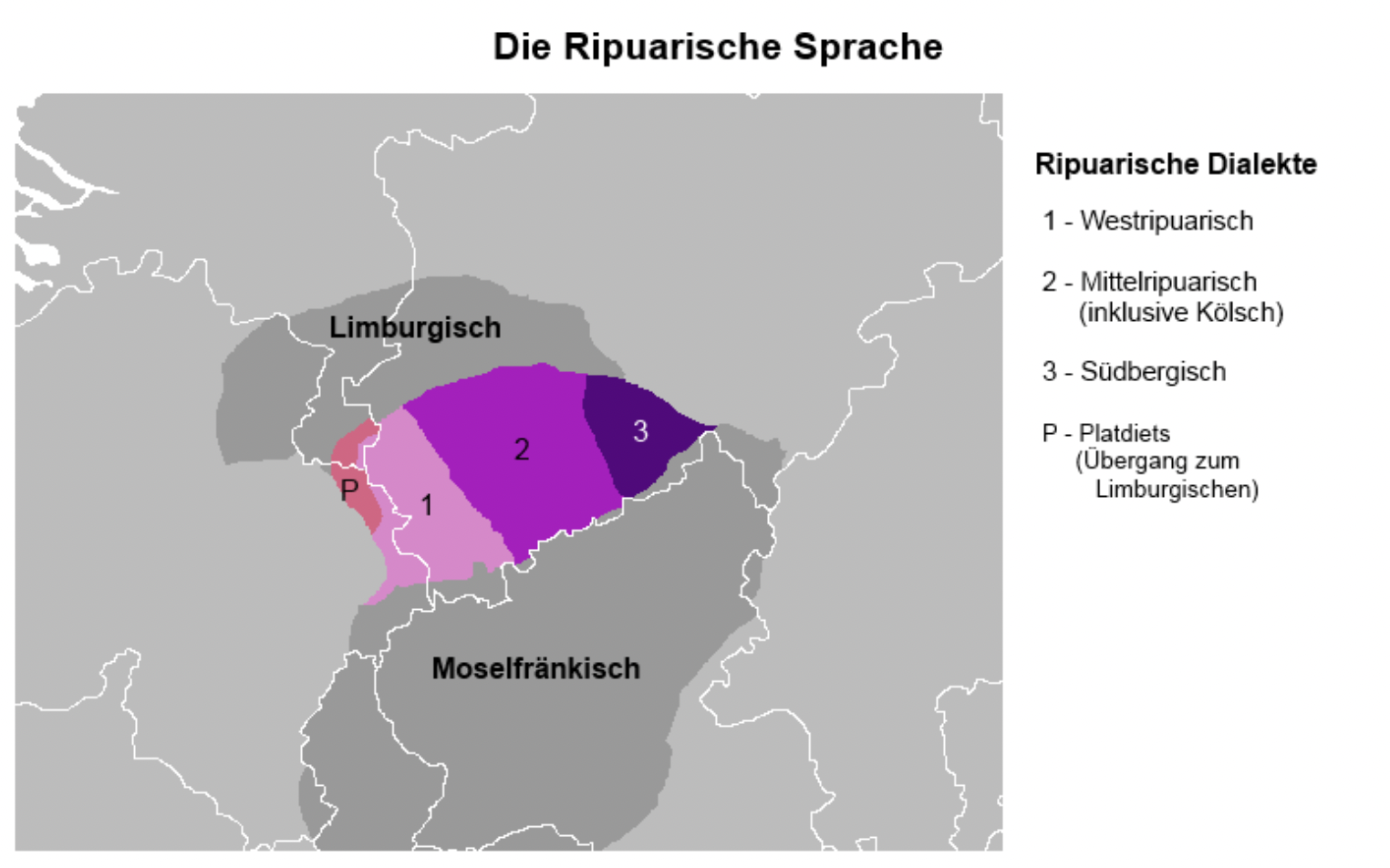
De onderverdeling van Ripuarische dialecten

Daarnaast wordt het Ripuarisch nog altijd geregeld gebruikt in religieuze kringen. Het aartsbisdom Keulen viert missen vaak gedeeltelijk in het Keuls. Ook in de reclamewereld bedient men zich geregeld van Ripuarisch met slogans als Mer mulle nit, mer fahre mët, Küppers Kölsch em Köhlschrank is esu jot wie ene eijene Köbes em Hus of het ironische Dat Wasser vun Kölle es jot over de lokale waterwerken. Ook aanwijzingsborden en wapenschilden zoals dat van de feesthal Gürzenich zijn nog vaak in het Ripuarisch.

## Media-aandacht
- In de bijlage 'Wetenschap & Onderwijs' van NRC Handelsblad van 10 september 2006 verscheen een paginabrede bijdrage over het grensoverschrijdend toontaal-karakter van het Limburgs, onder de titel: 'Limburgse hoogten'.[4]
- De regionale dagbladen De Limburger en Limburgs Dagblad brachten op 23 september 2006 een bijna paginagroot artikel over het Platdiets onder de titel 'Taal als cement van de Euregio'.